# Centris flavothoracica
Centris flavothoracica är en biart som beskrevs av Heinrich Friese 1899. Centris flavothoracica ingår i släktet Centris och familjen långtungebin. Inga underarter finns listade.